# Angela Rafanelli
Angela Rafanelli (Livorno, 13 giugno 1978) è una conduttrice televisiva, autrice televisiva e conduttrice radiofonica italiana, Assessora alla Cultura del Comune di Livorno.

## Biografia
Conseguita la maturità classica, studia recitazione e si diploma nel 2002 al Piccolo Teatro di Milano con Luca Ronconi. Lavora, tra gli altri, con Stefano Ricci e Gianni Forte, Lina Wertmuller e lo stesso Luca Ronconi. 
Nel 2007 inizia a lavorare come presentatrice e autrice su Current TV, canale televisivo fondato da Al Gore, occupandosi di arte, musica e moda. Nella stagione 2008/2009 scrive e presenta insieme a Marco Fubini il programma RED - Tutte le declinazioni del sesso. Nel 2009 diventa inviata del programma Le Iene su Italia 1. Nel 2010 eredita da Camila Raznovich la conduzione di Loveline, su MTV. Nel 2011 conduce su LA7 il programma Le vite degli altri. Nel 2012 conduce gli MTV Days insieme a Marracash ed Ensi. Nello stesso anno è inviata nel programma Volo in diretta di Fabio Volo su Rai 3. Sempre nel 2012 partecipa, in qualità di giurata, all'ottava edizione del Lago Film Fest, festival indipendente di cinema di ricerca. 
Dopo una pausa, dovuta alla nascita di sua figlia Blu e alla morte del compagno Claudio Sinatti, torna in televisione nel 2014 come inviata del programma Quelli che il calcio su Rai 2. Nel 2015 conduce con Rocco Tanica Razzolaser, sempre su Rai 2. Nella stagione 2015/2016 è riconfermata a Quelli che il calcio con una rubrica di arte, condotta assieme al critico d'arte Francesco Bonami. Nel 2017 conduce i programmi Radio 2 come voi, assieme a Tiberio Timperi, e Sere d'estate su Rai Radio 2. Nella stagione 2017/2018 è inviata di Domenica in su Rai 1. Nell'estate del 2018 conduce su Rai 3 in prima serata, insieme a Francesca Fialdini,il programma In viaggio con lei e su Rai Radio 2 le trasmissioni Radio 2 Sunset e B come Sabato insieme a Mauro Casciari. Lo stesso anno conduce la "docufiaba" ideata da Angelo Mellone che ripercorre l’evoluzione del mito di Babbo Natale, Che fine ha fatto Babbo Natale?, trasmessa alla vigilia di Natale su Rai 1. Nel 2019, sempre su Rai Radio2, conduce il programma I love Radio2. 
Dal 2020 conduce Linea verde estate e vari spin-off di Linea verde su Rai 1. Nel 2022 è ideatrice, autrice e conduttrice di SEX su Rai 3, il primo programma di educazione sessuale della televisione pubblica. Nel 2022 e nel 2023 conduce il programma Il segno delle donne per Rai Storia, in cui intervista personaggi storici femminili interpretati da note attrici. Nel 2024 prende parte al programma Il Provinciale - il racconto dei racconti con Federico Quaranta, in onda il sabato in prima serata su Rai 3. Nel 2023 conduce su Rai 3 il programma Il palio d'Italia, riconfermato nel 2024 su Rai 2. 
Dal primo gennaio 2025, nominata dal Sindaco Luca Salvetti, assume l'incarico di Assessora alla Cultura del Comune di Livorno.

## Vita privata
Con il compagno, il regista e videoartista Claudio Sinatti, nel 2013 ha avuto la figlia Stella Blu. Originalmente chiamata solo Blu, i genitori hanno dovuto aggiungere il nome Stella poiché il primo era stato rifiutato dalla Procura di Livorno, in base all'articolo 35 del Dpr 396/2000, in base al quale "il nome imposto al bambino deve corrispondere al sesso". Il 5 aprile 2014, pochi mesi dopo la nascita della figlia, Claudio Sinatti muore a causa di una leucemia acuta che gli era stata diagnosticata durante la gestazione della figlia.
Nel 2021, in Campidoglio, si sposa con Fabio Casalinuovo, giornalista e autore conosciuto durante il programma Radio 2 come voi.
Si professa buddista.

## Televisione
- RED - Tutte le declinazioni del sesso (Current TV, 2008-2009)
- Le iene (Italia 1, 2009-2012) - inviata
- Loveline (MTV, 2010)
- Le vite degli altri (LA7, 2011)
- MTV Days (MTV, 2012)
- Volo in diretta (Rai 3, 2012)
- Quelli che il calcio (Rai 2, 2014-2017) - inviata
- Razzolaser (Rai 2, 2015)
- Domenica in (Rai 1, 2017-2018) - inviata
- In viaggio con lei (Rai 3, 2018)
- Che fine ha fatto Babbo Natale? (Rai 1, 2018)
- Linea verde Radici (Rai 1, 2020-2021)
- SEX (Rai 3, 2022)
- Il segno delle donne (Rai Storia, 2022-2023)
- Il Provinciale - il racconto dei racconti (Rai 3, 2024)
- Linea verde Estate (Rai 1, 2020-2024)
- Il palio d'Italia (Rai 3-Rai2, 2023-2024)

## Radio
- Radio 2 Come voi (Rai Radio 2, 2017)
- Sere d'estate (Rai Radio 2, 2017)
- Radio 2 Sunset (Rai Radio 2, 2018)
- B come Sabato (Rai Radio 2, 2018)
- I love Radio2 (Rai Radio 2, 2019)

## Teatro
- 2008 Troia’s Discount di Ricci\Forte, regia S. Ricci (Teatro Nuovo, Napoli)
- 2007 La vedova scaltra di C. Goldoni, regia Lina Wertmuller (Teatro Manzoni, Pistoia)
- 2007 Gallina Vecchia di A. Novelli, regia P. Maccarinelli (Emmevu Teatro, Roma)
- 2006 Prometeo Incatenato di Eschilo, regia R. Guicciardini (Teatro Greco, Siracusa)
- 2006 Troia’s Discount di Ricci\Forte, regia S. Ricci (Teatro Nuovo, Napoli)
- 2005 Sette contro Tebe di Eschilo, regia Jean Pierre Vincent (Teatro India, Roma)
- 2004 La scena e L’animale del tempo di Valere Novarina, regia Pascal Omhovere (Piccolo Teatro, Milano)
- 2004 Dormi bene Chouchou di F. Montecchi, regia F. Montecchi (Teatro Gioco Vita, Piacenza/Stoccolma)
- 2002/2003 Entrate di A. Bassetti, regia P. P. Sepe (Teatro Stabile, Firenze)
- 2002/2003 Calderon di P. P. Pasolini, regia A. Sixty (Teatro Litta, Milano)
- 2001/2002 Infinities di J. D. Barrow, regia Luca Ronconi (Piccolo Teatro, Milano)
- 2001/2002 Phoenix di M. C. Cvetaeva, regia Luca Ronconi (Piccolo Teatro, Milano)
- 2002 Il gabbiano di A. Checov, regia E. D’Amato (Piccolo Teatro, Milano)
- 2000 La vita e’ sogno di Calderon de la Barca, regia di Luca Ronconi (Piccolo Teatro, Milano)
- 2000 Tat’jana di A. Checov, regia Peter Stein (Teatro alla Scala, Milano)